# Эллиотт, Джордж Фрэнк
Джордж Фрэнк Эллиот (30 ноября 1846 — 4 ноября 1931) — генерал-майор корпуса морской пехоты США. В 1903—1910 занимал пост коменданта корпуса (10-й в должности).

## Биография
Родился в г. Ютау, штат Алабама. В 1868 году получил назначение в военно-морскую академию США. Проведя там два года из четырёхлетнего срока обучения был с почётом уволен.
В октябре 1870 года был назначен вторым лейтенантом в корпус морской пехоты согласно приказу президента США. После назначения служил в казармах морской пехоты в г. Вашингтон до 1871 года, после чего был переведён в г. Портсмут, штат Нью-Гемпшир. Затем проходил службу на кораблях Vermont, Frolic и Monongahela и в казармах морской пехоты в г. Норфолк, штат Виргиния. В 1877 году в связи с забастовкой железнодорожных служащих в г. Вашингтон, там был размещён батальон морской пехоты. Эллиот возглавил подразделение, охранявшее железнодорожный туннель Балтимор-Огайо и также охраняло кассиров на дороге. По завершении этой службы Эллиот вернулся в Норфолк. В 1878 он был произведён в первые лейтенанты.
В 1880 году первый лейтенант Эллиот был направлен на борт корабля Alliance. С 1882 по 1884 служил в казармах морской пехоты в Бостоне, штат Массачусетс, после чего опять вернулся в Норфолк. В 1885 он в составе батальона морской пехоты отправился на Панамский перешеек. В 1892 году его произвели в капитаны.
В 1894 году он получил назначение на борт USS Baltimore в качестве офицера сил морской пехоты флота. Корабль отправился в Китай, чтобы охранять там американские интересы во время японо-китайской войны. Он и его люди прошли форсированным 50-км маршем к Сеулу. Одиннадцать часов им пришлось идти через затопленные рисовые поля.
В июле 1895 года капитан Эллиот отправился в казармы морской пехоты в Бруклине, Нью-Йорк. С 22 апреля по 22 сентября 1898 года он служил в первом батальоне морской пехоты североатлантического флота, который отправился в залив Гуантанамо, Куба.
14 июля 1898 года Эллиот возглавил роты С и D, состоявшие из 150 морских пехотинцев и 50 кубинцев отправленных, чтобы уничтожить колодец в Куско в 10 км от Гуантанамо. Колодец был единственным источником водоснабжения для испанцев в пределах 19 км. В 2, 5 милях от Куско половина кубинцев и первый взвод роты С попытался пройти через горы справа, отрезав тем самым испанские пикеты. Эта задача закончилась провалом. Испанский аванпост заметил американский отряд и передал тревожное сообщение в Куско, где находился штаб и главные силы испанцев. Противников разделили высокие горы и каждая сторона поспешила занять хребет, дающий важное преимущество. Морским пехотинцам удалось занять хребет, однако они попали под плотный обстрел неприятеля из долины. После того как испанцы в беспорядке отступили морские пехотинцы отправились дальше и разрушили колодец. За свои действия в этом боестолкновении капитан Эллиот был повышен в звании на три ступени.
В 1898 году по возвращении в США Эллиотт стал ветераном-компаньоном пенсильванского командорства военного ордена зарубежных войн.
В октябре того же года Эллиотт оставил службу в казармах морской пехоты в Бруклине и отправился в казармы морской пехоты на военно-морской верфи Вашингтона. В марте 1899 года он был произведён в майоры.
В августе 1899 года майор Эллиотт возглавил второй батальон морской пехоты на Филиппинах а сентябре того же года был произведён в подполковники. С октября 1899 года по январь 1900 года он командовал первой бригадой морской пехоты на Филиппинах, принял участие в битве при Новалете. Его поведение было отмечено лично военно-морским министром Джоном Лонгом, который написал:

Управление с большим удовлетворением получило доклады о бое сил под вашим командованием с филиппинскими повстанцами у Новалеты 8 октября 1899 года. Повстанцами. Принимая во внимание, что испанские силы ранее сочли позицию повстанцев у Новалеты неприступной и что в одно время здесь был потерян целый полк действие сил под вашим командованием, насчитывающим только три сотни (300) [человек] в этом случае весьма похвально сыграли свою роль. Управление шлёт вам и силам под вашим командованием сердечную похвалу и поздравления.
Оригинальный текст (англ.)
The department has received with much gratification the reports of the engagement of the forces under your command with the Philippine Insurgents at Novaleta on October 8, 1899. Taking into consideration that Spanish forces had on previous occasions found the insurgent position at Novaleta impregnable, and at one time an entire regiment had been lost there, the conduct of the forces under your command, numbering only three hundred (300), was, on this occasion, of a most creditable character. The department extends to you and the force under your command its hearty commendation and congratulation.— 
В 1903 году Эллиотт вернулся в Норфолк и возглавил казармы морской пехоты в Вашингтоне а марте того же года был произведён в полковники.
3 октября 1903 года он был назначен бригадным генералом комендантом корпуса морской пехоты. сменив на этом посту генерала-майора Чарльза Хейвуда. В декабре 1903 года ему поручено было возглавить временную бригаду морской пехоты, собранную для службы на Панаме. 27 декабря он вместе с бригадой отплыл на борту корабля USS Dixie и прибыл в г. Колон и отправился в лагерь у От-Обиспо. 15 февраля 1904 он сдал командование бригадой и 25 февраля принял руководство над главным штабом морской пехоты.
21 мая 1908 года Эллиотт был назначен генерал-майором комендантом корпуса морской пехоты. Одним из наиболее трудных достижений в карьере генерала Эллиотта было успешное противодействие попыткам убрать морских пехотинцев с крупных боевых кораблей и влить Корпус в состав армии США. Также во время его пребывания на посту основная база Корпуса — казармы на углу 8-й улицы и Ай-стрит в Вашингтоне подверглись значительным изменениям. В 1903 старые казармы были признаны негодными и были снесены а в 1910 году были перестроены приняв вид, дошедший до наших дней. Достигнув пенсионного возраста Эллиотт 30 ноября 1910 года был зачислен в список отставников.
Генерал-майор Эллиотт скончался 4 ноября 1931 года в своём доме в Вашингтоне после краткой болезни и был погребён на Арлингтонском национальном кладбище.

## Память
В честь генерала Эллиотта были названы следующие корабли:
- USS George F. Elliott (AP-13) транспорт класса «Хейвуд» (1918—1942), был потоплен у о. Гуадалканал в 1942 году[4][5].
- USS George F. Elliott (AP-105) был мобилизован под нужды военных властей 23 сентября 1943 года и вышел из состава флота 10 июня 1946 года.

Вице-адмирал Эллиотт Бакмастер (1889—1976) был племянником Эллиотта. Он командовал авианосцем USS Yorktown, потопленным в сражении за Мидуэй.